# Changing Husbands
Changing Husbands è un film del 1924 diretto da Paul Iribe (che firma anche i costumi) e Frank Urson. La supervisione del film è di Cecil B. DeMille. Gli interpreti erano Leatrice Joy (che ricopre un doppio ruolo), Victor Varconi, Raymond Griffith, Julia Faye, ZaSu Pitts, Helen Dunbar, William Boyd, Monte Collins, Gale Henry, Guy Oliver.
La sceneggiatura di Sada Cowan e Howard Higgin si basa su Roles, romanzo di Elizabeth Alexander pubblicato a Boston nel 1924.

## Trama
Gwynne Evans, una signora benestante, si annoia. La sua vita le pare monotona e senza scopo. D'accordo con il marito Oliver, decide di intraprendere la carriera teatrale. Conosce così Ava Graham, un'attrice che le somiglia moltissimo. Gwynne convince la nuova amica a prendere il suo posto, mentre lei farà altrettanto con Ava.
L'attrice, nelle vesti della signora Evans, fa innamorare di sé Oliver che divorzia dalla moglie per poterla sposare. Nel frattempo, Bob Hamilton, il fidanzato di Ava, si dichiara a Gwynne che trova così un nuovo marito.

## Produzione
Il film fu prodotto dalla Famous Players-Lasky Corporation.

## Distribuzione
Il copyright del film, richiesto dalla Famous Players-Lasky Corp., fu registrato l'8 luglio 1924 con il numero LP20384.

Il film fu distribuito dalla Paramount Pictures, presentato in prima al Rivoli Theatre di New York il 22 giugno 1924. Nelle sale degli Stati Uniti, il film uscì il 10 agosto 1924. La Famous-Lasky Film Service lo distribuì nel Regno Unito (6 aprile 1925), Canada e Australia. In Austria, uscì nel 1925 con il titolo Vertauschte Frauen; in Finlandia, il 7 marzo 1926; in Portogallo, con il titolo Núpcias Trocadas, il 3 luglio 1929. In Spagna, fu ribattezzato Cambio de esposos, in Francia Souvent femme varie.

### Conservazione
Copie complete della pellicola si trovano conservate negli archivi della Library of Congress di Washington e in quelli dell'UCLA Film And Television Archive di Los Angeles.